# Natuurlijk wapen
Een natuurlijk wapen is een lichaamsdeel dat bij zelfverdedigingskunsten zoals het jiujitsu en vechtsporten zoals het karate gebruikt wordt als wapen. In strikte zin wordt een natuurlijk wapen doorgaans niet werkelijk als wapen gezien, en beschouwt men iemand die geen andere dan natuurlijke wapens heeft dan ook als ongewapend.
Voor bepaalde natuurlijke wapens, zoals de meshand en de eerste twee knokkels van iedere hand, worden door bepaalde beoefenaars geconditioneerd, voornamelijk door deze te harden. Een onderdeel van het karate is de tamashiwara, de kunst om stenen en planken met een natuurlijk wapen zoals de vuist of de meshand te breken, en hiervoor is de harding hiervan noodzakelijk.
Behalve om de aanvaller te verwonden, kan een natuurlijk wapen ook gebruikt worden om enkel de aandacht af te leiden, of om pijn bij de aanvaller te veroorzaken, waardoor deze zich overgeeft.

## Voorbeelden van natuurlijke wapens
- hiji (elleboog)
- ippon-ken (vuist met een uitgestoken vinger)
- seiken (eerste twee knokkels van de hand)
- shuto (meshand)
- teisho (handpalm)